# Pál Losonczi
Pál Losonczi (18. září 1919, Bolhó – 28. března 2005, Kaposvár) byl maďarský komunistický politik, ministr zemědělství a nejdéle úřadující předseda Prezidiální rady Maďarské lidové republiky (1967–1987).

## Biografie
Pál Losonczi se narodil dne 18. září 1919 v obci Bolhó v župě Somogy. Jeho otec byl voják. Později se Losonczi stal předsedou JZD (Termelőszövetkezet) v městě Barcs nedaleko své rodné obce.
Členem komunistické strany byl již od roku 1945, nejprve v Magyar Kommunista Párt (1945–1948) poté v Magyar Dolgozók Pártja (1948–1956) a nakonec v Magyar Szocialista Munkáspárt (1956–1989).
Losonczi zemřel dne 28. březen 2005 ve věku 85 let v župním sídle své rodné župy Somogy v Kaposváru. Maďarskou lidovou republiku přežil o 16 let.

## Politická kariéra
Od roku 1953 byl členem socialistického Národního shromáždění, v letech 1960 až 1967 vykonával funkci ministra zemědělství. 14. dubna 1967 se stal předsedou Prezidiální rady Maďarské lidové republiky (tj. titulární hlavou státu). Tuto funkci vykonával po dobu dvaceti let, až do 25. června 1987, kdy ho nahradil Károly Németh.
Až do roku 1989 zůstal členem parlamentu.

## Vyznamenání
- Pamětní medaile 2500. výročí Perské říše, Írán, 14. října 1971[1]
- velkokříž s řetězem Řádu prince Jindřicha, Portugalsko, 14. srpna 1979[2]